# Louis de Villars (archevêque)
Pour les articles homonymes, voir Louis de Villars.
Louis de Villars, né en 1268 et mort le 12 ou 13 juillet 1308 à Trévoux, est un prélat français du début XIVe siècle, issu de la famille noble de Thoire, originaire du Bugey.

## Histoire

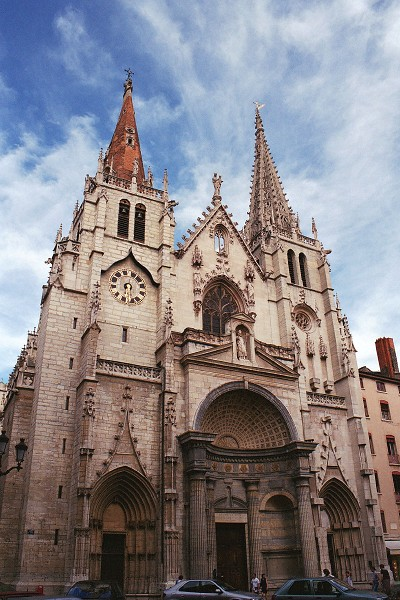
Façade de l'église Saint-Nizier.

### Origines
Né en 1268, Louis de Villars est le fils de Humbert [IV], seigneur de Thoire-Villars, et d'une mère d'origine inconnue. Il est issu d'une famille seigneuriale locale bien placée au sein du chapitre cathédral lyonnais, les Thoire-Villars, qui comptent comme représentant le précédent archevêque.
Samuel Guichenon (1650), ainsi que ses successeurs la Gallia christiana, Beyssac (1914) ou encore Galland (1994), indiquent que sa mère se prénommait Marguerite. Morel de Voleine (1854) propose quant à lui Béatrice [de Bourgogne], fille du duc de Bourgogne, Eudes III. Le site Internet de généalogie Foundation for Medieval Genealogy indique, qui présente une numérotation différente pour son père, indique que l'hypothèse de l'existence de Béatrice est contestée tout en reprenant le prénom de Marguerite, considérée comme une probable fille du duc Hugues IV.

### Carrière religieuse
Louis de Villars est reçu chanoine du chapitre de Lyon, en 1287. Il est connu pour s'être emparé par la force de la fonction d'archidiacre du chapitre cathédral au mois de mai de cette même année. Cette dignité était tenue par Boniface de Challant, qui est spolié des revenus de cette charge et qui obtient contre son agresseur une excommunication. Cela ne semble pas gêner Louis, qui conserve l'office et ne fait plus de vague. Boniface d'Aoste obtient l'évêché de Sion quelques mois plus tard.
Comme pour la majorité des évêques lyonnais de cette époque, il est originaire de la région et implanté dans le chapitre.

### Nomination
Louis de Villars succède à son grand-oncle Henri Ier de Villars comme archevêque de Lyon en 1301. Son grand-oncle était alors auprès du pape Boniface VIII à Anagni lorsqu'il décède et il a dû évoquer sa succession au souverain pontife qui le nomme lui-même sitôt après le décès d'Henri de Villars. Certains historiens ont prétendu que Louis de Villars avait tout de même été élu par le chapitre, mais il a bien été directement nommé par le souverain pontife,. La lettre de nomination intervient rapidement, elle date du 20 juillet 1301. Louis rappelle cette nomination via sa titulature rédigée ainsi : Ludovicus, miseratione divina et Apostolice sedis gratia Lugdunensis archiepiscopus,. Il reçoit la permission d'être consacré le 27 décembre 1301 et Boniface VIII lui accorde le pallium en février 1302.
Louis de Villars est nommé à un moment difficile pour la puissance temporelle de l'évêché lyonnais. Les bourgeois de Lyon luttent depuis plus de trente ans pour obtenir une charte de franchise et le roi de France en profite pour tenter d'établir la suzeraineté sur la ville.

### La mainmise du roi sur Lyon et les «Philippines»
En 1301, une crise entre le pape et le roi Philippe le Bel s'ouvre, lorsque le pape envoie au roi de France une lettre lui reprochant entre autres ses interventions à Lyon, une ville qui n'est pas dans son royaume. Étant proche de Boniface VIII, Henri de Villars s'était fait l'approbateur de la bulle du pontife,  Ausculta fili , adressée à Philippe le Bel, qui ne concerne pas que le cas lyonnais. La mort de Boniface VIII en octobre 1303 vient mettre fin aux polémiques déclenchées par cette bulle.
Sur la question de la cité rhodanienne, Philippe le Bel réplique en obtenant un arrêt du parlement de Paris qui lui confie la juridiction de la ville. Louis de Villars adopte alors une position pragmatique en estimant qu'il ne faut pas aller au conflit pour préserver le maximum d'influence de l'archevêché sur la ville. L'archevêque, ainsi que le chapitre, qui possède un certain nombre de pouvoirs judiciaires en jeu, envoient comme négociateur Thibaud de Vassalieu, un proche de Louis de Villars qui était archidiacre du chapitre cathédral. Les pourparlers durent de 1304 à 1307 et débouchent sur deux actes de Philippe le Bel connus sous les noms de Grande Philippine et Petite Philippine.

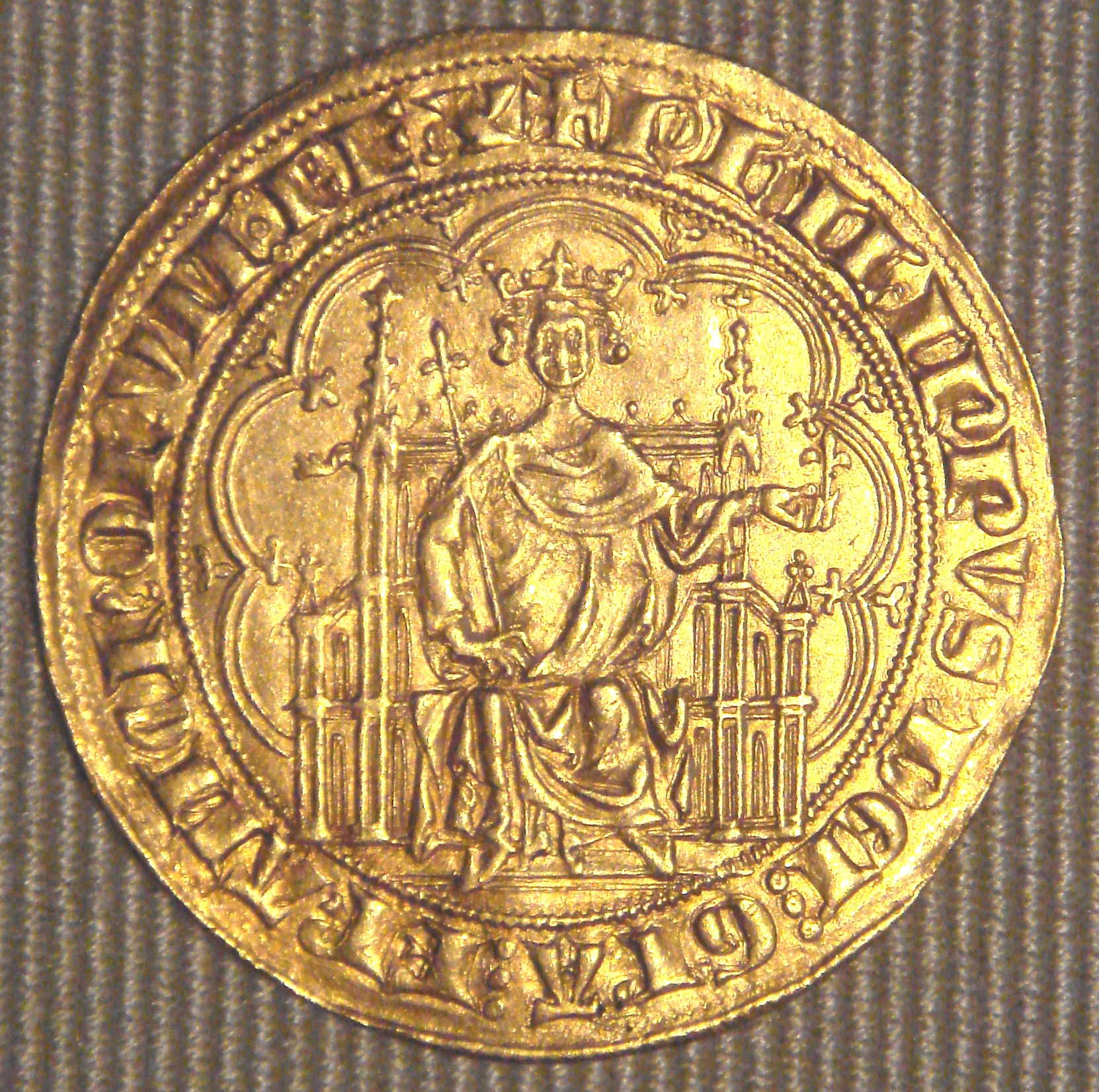
Monnaie d'or de Philippe le Bel, Cabinet des médailles

Par le premier, il érige en comté-baronnie toutes les terres que possèdent l'archevêque et le chapitre. Il abandonne toute prétention temporelle sur ledit comté-baronnie. Toutefois, il affirme par ce texte que cette possession ne provient que de son autorité.
Par le second édit, le roi se réserve le droit d'appel en justice, celui de suzeraineté, ainsi que la faculté d'établir ses officiers de justice à Lyon, sous l'autorité du gardiateur.
Ce second édit laisse subsister un grief contre lequel les citoyens de Lyon s’élèvent depuis longtemps et qu'ils doivent à l'archevêque Renaud II de Forez. Celui-ci avait établi deux justices différentes, l'une pour le chapitre, l'autre pour l'archevêque. Ils réclament donc contre l'édit de Philippe le Bel.

### Action religieuse à Lyon
En 1303 il établit les carmes à Lyon et en 1304 il autorise la fondation de l'abbaye de la Déserte. Il obtient de Philippe le Bel, la confirmation du comté de Lyon aux archevêques et au chapitre[pas clair].
En 1306, pour négocier la réconciliation entre l'archevêché et la bourgeoisie lyonnaise, Louis de Villars accorde la fondation d'un chapitre de seize chanoines au sein de l'église Saint-Nizier. Élément de prestige pour la bourgeoisie lyonnaise qui dispose de quatre places de chanoine qui lui sont réservées, ce chapitre est promulgué à Paris le 1er février 1306, et officiellement fondé à Lyon quelques jours plus tard.

### L'élection de Clément V à Lyon

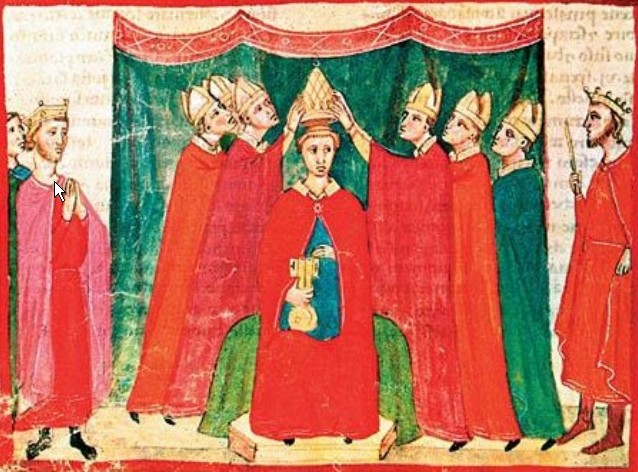
Miniature représentant l'élection de Clément V. Chronique Villani, The Granger Collection, New York

Benoît XI, qui succède à Boniface VIII, meurt après huit mois. Philippe le Bel fait élire alors le frère de l'archevêque Bérard de Got, Bertrand, qui est couronné Clément V à Lyon en 1305. En effet, celui-ci se trouve à Bordeaux au moment de son élection et souhaite se faire couronner à Vienne en raison d'une situation troublée en Italie. Toutefois, Philippe le Bel, décidé à imposer son autorité autant sur le pape que sur la question lyonnaise lui impose de la faire sur les bords de Saône.

### Décès
Il décède en 12 ou 13 juillet 1308 dans son château de Trévoux, quelques jours après avoir rédigé son testament. Il existe deux dates attestées par des sources différentes, le 12 juillet, mentionné dans un liève anniversaire du XIVe siècle et le 13 juillet, mentionné dans l'obituaire de Saint-Paul,.
Dès qu'il a connaissance du décès de Louis de Villars le 17 juillet, le pape Clément V, qui était à Poitiers, promulgue sa réserve pour conserver le droit de choisir son successeur, qui sera Pierre de Savoie.

### Autres références
1. ↑  Samuel Guichenon, Histoire de Bresse et de Bugey : contenant ce qui s'y est passé de mémorable sous les Romains, rois de Bourgogne et d'Arles, empereurs ... jusques à l'eschange du marquisat de Saluces : divisé en quatre parties, vol. 3, Jean Antoine Huguetan, 1650 (lire en ligne), p. 223-224
2. ↑  Jean Beyssac, Chanoines de l’Église de Lyon, Lyon, 1914, p. 72 ou Gallia christiana in provincias ecclesiasticas distributa, IV : Provincia Lugdunensis prima, Paris, 1728, colonne 159.
3. ↑  Louis Morel de Voleine, Hippolyte Charpin, Recueil de documents pour servir à l'histoire de l'ancien gouvernement de Lyon, Lyon, 1854, p. 71.
4. ↑  (en) « Humbert III Thoire », sur fmg.ac/MedLands (Foundation for Medieval Genealogy), 2020 (consulté en octobre 2020).
5. ↑  Adolphe Vachet, Pierre Hector Coullié, Les anciens chanoines-comtes de Lyon, Lyon, impr. de E. Vitte, 1897, 388 p. (lire en ligne), p. 279.
6. ↑  Georges Digard, Les registres de Boniface VIII : recueil des bulles de ce pape, Paris : De Boccard, 1931, Collection : Bibliothèque des écoles françaises d'Athènes et de Rome, n° 4105.
7. ↑  Archives départementales du Rhône, 11 H 5.
8. ↑  Michaël G. Powell, « L'origine bourgeoise du prestige spirituel de l'église Saint-Nizier : septième cahier », Cahier des amis de l'église Saint-Nizier de Lyon, Lyon,‎ 1997
9. ↑  Il a été édité par Marie-Claude Guigue dans Samuel Guichenon, Histoire de la souveraineté de Dombes, Lyon, A. Brun, 2e éd. 1874, tome II, p. 331-333.
10. ↑  Publié par G. Guigue dans Obituaire de la province de Lyon, tome I, p. 236.
11. ↑  Publié par G. Guigue dans Obituaire de la province de Lyon, tome I, p. 165.
12. ↑  L. Tosti, Registres de Clément V, n° 3568 & J. B. Martin, Conciles et bullaires du diocèse de Lyon, Lyon, 1905, n° 2369.